# 陳秀麗
陳秀麗（1977年6月30日—），馬來西亞女演員，是新加坡傳媒機構选秀节目《才华横溢出新秀》的女冠军及最上镜新秀得主。在其电视剧处女作《不老传说》中即一人分饰三个不同的角色。原为新传媒電視合约艺人，2006年与台湾商人刘杰克结婚，2008年生下一对双胞胎女儿。近年来在中国大陆发展自己的演艺事业。

## 影视作品

### 电视剧
| 年 份  | 劇 名                    | 飾 演                  |
| 1997年 | 《不老传说》             | 卢文烟／邱文凤／方嘉文 |
| 1998年 | 《神鵰侠侣》             | 郭芙                   |
| 1998年 | 《芽笼，芽笼》           | 丽珠                   |
| 1998年 | 《财星高照》             | 利市仙官               |
| 1999年 | 《福满人间》             | 马带香                 |
| 2000年 | 《笑傲江湖》             | 蓝凤凰                 |
| 2000年 | 《穿梭生死线》           | 叶倩                   |
| 2000年 | 《琼园咖啡香》           | 吴丽凤                 |
| 2001年 | 《我爱精灵》             | 菲菲                   |
| 2001年 | 《迷幻特警》             | 孙嘉文                 |
| 2001年 | 《大酒店》               | 云丽                   |
| 2002年 | 《河水山》               | 廖美英                 |
| 2002年 | 《我爱精灵 II》          | 程菲菲                 |
| 2003年 | 《倚天屠龙记》           | 小昭                   |
| 2003年 | 《孩有明天》             | 范丹美                 |
| 2005年 | 《秦王李世民》           | 长孙珑儿               |
| 2005年 | 《赤子乘龙》             | 王明珠                 |
| 2005年 | 《阴差阳错》             | Dolly                  |
| 2006年 | 《天外飞仙》             | 翠娘                   |
| 2006年 | 《刁蛮公主》             | 文媚儿                 |
| 2006年 | 《大清后宫》             | 兰轩                   |
| 2008年 | 《最后的格格》           | 花月容（客串）         |
| 2012年 | 《深宫谍影》             | 宣妃                   |
| 2012年 | 《花样人间》             | （客串）               |
| 2013年 | 《天天有喜》             | 白二姐                 |
| 2013年 | 《唐宫燕》               | 上官婉儿               |
| 2013年 | 《天龙八部》             | 甘宝宝                 |
| 2014年 | 《女人泪》               | 卢品媛                 |
| 2015年 | 《仙侠剑》               | 张金凤                 |
| 2015年 | 《新济公活佛》           | 秋漫枫                 |
| 2016年 | 《天天有喜之人间有爱》   | 灵灵一                 |
| 2018年 | 《心情》（新加坡電視劇） |                        |
| 2018年 | 《寻秦记》（网络剧）     | 赵雅                   |
| 2018年 | 《踏火行歌》             | 唐掌门                 |
| 2025年 | 《白色橄榄树》           | 雷娜                   |
| 待播中 | 《梦回朝歌》             | 翩翩                   |

### 主持节目
| 年 份  | 節目名稱           | 性 質    |
| 2001年 | 《奇趣搜搜搜》     |          |
| 2002年 | 《惊喜一整天》     |          |
| 2003年 | 《饮食新时代》     |          |
| 2003年 | 《周末大热卖》     |          |
| 2003年 | 《新加坡春节晚会》 | 户外主持 |
| 2006年 | 《动感澳游》       | 外景主持 |

## 獲獎

### 演技獎項
| 年份   | 頒獎典禮           | 獎項       | 劇集         | 角色   | 結果 |
| 1999年 | 第6屆 紅星大獎1999 | 最佳女配角 | 《福滿人間》 | 马带香 | 提名 |
| 2000年 | 第7屆 紅星大獎2000 | 最佳女配角 | 《笑傲江湖》 | 蓝凤凰 | 提名 |
| 2001年 | 第8屆 紅星大獎2001 | 最佳女配角 | 《迷幻特警》 | 刘嘉文 | 提名 |

### 其他獎項
1997年
- 新加坡第五届才华横溢出新秀大赛“女冠军”和“最上镜新秀”

2000年
- 入围新加坡新传媒红星大奖“二十大最受欢迎女艺人”
- 入围新加坡新传媒红星大奖“大马最受欢迎女艺人”

2001年
- 入围新加坡新传媒红星大奖“大马最受欢迎女艺人”

2002年
- 入围新加坡新传媒红星大奖“大马最受欢迎女艺人”

2003年
- 入围新加坡新传媒红星大奖“二十大最受欢迎女艺人”

2004年
- 新加坡新传媒网络票选女版“标准情人”之一
- 新加坡新传媒网络票选“新传媒三姐”之一
- 入围新加坡早报网票选“亚洲人气偶像50强”

2005年
- 新加坡新传媒网络票选女版“最佳情人”之一
- 荣登新加坡男人投选的“男人帮FHM全球百大性感美女榜”

## 外部連結
- 陳秀麗在互联网电影资料库（IMDb）上的資料（英文）
- 陳秀麗的Instagram帳戶
- 陳秀麗的新浪微博
- 陳秀麗的新浪博客